# Blaberus paulistanus
La Blaberus paulistanus es una especie de insecto blatodeo de la familia Blaberidae. Comparte con el resto de sus congéneres Blaberus uno de los mayores tamaños entre las cucarachas.

## Distribución geográfica
Se la puede encontrar en Brasil.